# SPQR: Историја старог Рима
SPQR: Историја старог Рима (енгл. SPQR: A History of Ancient Rome) је публицистичка књига о историји старог Рима, енглеске класичарке Мери Берд из 2015. коју је у Уједињеном Краљевству објавио Profile Books, а у Сједињеним Државама Boni & Liveright.
Књига се у децембру 2015. појавила на листи бестселера публицистике новина The New York Times. Била је финалиста за награду Националног круга књижевних критичара 2015. године (публицистика).
На српском језику се појавила 20. јануара 2021. у издању издавачке куће Лагуна.

## Резиме
Књига покрива скоро хиљаду година римске историје, од мита о оснивању града 753. године пре нове ере, до 212. године нове ере када је цар Каракала све слободне становнике Римског царства прогласио пуноправним римским грађанима. Наслов књиге односи се на фразу , што на латинском значи „Сенат и народ Рима”.

## Пријем
Kритичари су поздравили ову књигу која дочарава „широку слику и интимне појединости које оживљавају далеку прошлост”. Часопис Spectator је написао: „Прекретница, освежење, револуција. Потпуно нови приступ историји старог века.” The Wall Street Journal је изјавио да Мери Бирд износи историју Рима „са страшћу и без монотоног стручног жаргона” и показује како је од „помало неугледног села из гвозденог доба” Рим постао „неоспорни владар Средоземља”. The Guardian је такође похвалио књигу, пишући: „Префињено и заводљиво преиспитивање сложених и међусобно противречних писаних и материјалних трагова римског света.” The Sunday Times је додао: „Узбудљиво, психолошки оштроумно, благонаклоно подозриво.”